# Niedźwiednik (województwo dolnośląskie)
Niedźwiednik – wieś w Polsce położona w województwie dolnośląskim, w powiecie ząbkowickim, w gminie Ziębice.
W latach 1954–1967 wieś należała i była siedzibą władz gromady Niedźwiednik, po jej zniesieniu w gromadzie Kamieniec Ząbkowicki. W latach 1975–1998 miejscowość administracyjnie należała do województwa wałbrzyskiego.
Do wojewódzkiego rejestru zabytków wpisany jest:
- kościół parafialny pw. św. Jana Ewangelisty, z XIV-XIX w.

Bardzo ciekawym i wyjątkowym zabytkiem jest figura św. Jana Nepomucena, na której cokole znajduje się inskrypcja będąca jednoczesnym zapisem daty na sposób kabalistyczny.  